# Kenji Inoue
Kenji Inoue (井上 謙二, Inoue Kenji) est un lutteur japonais spécialiste de la lutte libre né le 5 novembre 1976.

## Biographie
Lors des Jeux olympiques d'été de 2004 se tenant à Athènes, il remporte la médaille de bronze en combattant dans la catégorie des -60 kg.